# Lars-Göran Malmberg
Lars-Göran Lennart Malmberg, född 28 mars 1953, är en svensk jurist och professor.
Lars-Göran Malmberg tog juristexamen vid Lunds universitet 1982, blev juris doktor 1990, docent 1991 och professor i offentlig rätt 2007. 2011 tog han tjänstledigt från Lunds universitet och är sedan dess professor vid Göteborgs universitet, 2011-2013 som gästprofessor och sedan 2013 som professor i offentlig rätt med särskild inriktning på offentligrättsliga ämnen inom sjö- och luftfarten. Hans forskning är särskilt inriktad på sjörätt och transporträtt.